# Горіхівка (рукав Дніпра)
Горіхівка (також Бубнівське річище) — лівобережний рукав та затока річки Дніпро в Україні. Територіально знаходиться в Золотоніському районі Черкаської області, в межах Піщанської громади, за 7 км від села Бубнівська Слобідка. Від основного русла річки відділяється островом Молодняги. На березі водойми до створення Кременчуцького водосховища розташовувалось село Бубнів. Також у XIX столітті до нього впадала однойменна річка.

## Історія
Історія річища тісно пов'язана з двома іншими топонімами: селом Бубнів та річкою Горіхівкою, і воно часто плутається з останньою через назву і "спільне минуле". Тому, для коректного розуміння стану речей, треба зробити невеличкий екскурс в історію місцевості. 
Михайло Максимович пише в своїй "Бубнівській сотні" про заснування Бубнова наступне:
|  | Городове буття нашого Бубнова з'являється на світі історії в половині XVI століття, у ту молоду пору дніпровського козацтва, коли воно воювало татар і турків під прапором свого гетьмана, князя Дмитра Івановича Вишневецького, що закріпився на острові Хортицькому. У 1554 році цей знаменитий витязь, перейшовши із Запоріжжя в Черкащину і Канівщину, зміцнював тутешні місця наддніпрянські. Тоді поставлене було над Дніпром, як сторожовий козак, і містечко Бубнов в фортечних валах, яких залишки є і тепер біля Бубновської церкви. |

Тобто він вказує, що Бубнів був заснований на березі Дніпра, що означає, як мінімум, що нинішній берег рукава вже тоді був в межах річки, а не вважався якимось окремим об'єктом. Також автор лаконічно згадує річище, коли описує дніпровські острови:
|  | На закінчення згадаю про острови дніпровські, прилеглі до нашої сотні. Невелике річище Бубновське обтікає острів Молодняги, а річище Козарка від Старика-Дніпра відділяється великим островом Шелестовим. |

Це ж місце згадується ним, коли він розповідає про річку Горіхівку:
|  | З початком нинішнього століття Дніпро відсунувся від Прохорівки, залишивши після себе так званий Уступ під Білою Косою. В кінці цього Уступу є інший проток, званий Безодня. Видно, глибокий він був в колишні часи, що отримав таке ім'я. Але тепер він з кожним роком міліє від наносного піску, так само, як і Уступ. З Безодні, неподалік від Прохорівки, бере свій початок побережна річка Горіхівка, яка, під різними назвами, пробирається лугом повз село Сушки до Бубнова і там впадає в невелике річище. |

С началом нынешнего столетия Днепр отодвинулся от Прохоровки, оставив после себя так называемый Уступ под Белою Косою. В конце этого Уступа есть другой проток, называемый Безоднею. Видно, глубок он был в прежние времена, что получил такое имя. Но теперь он с каждым годом мелеет от наносного песка, так же как и Уступ. 
Тобто, можна з упевненістю стверджувати, що даний географічний об'єкт розглядався письменником саме як частина Дніпра, або його рукав. Це ж підтверджується і картами XIX століття, а саме топографічною мапою Російської Імперії, де чітко видно річку Горіхівка, що впадає до дніпровської затоки біля Бубнова (на карті рос. Бубново), а та, в свою чергу, є частиною річища, що відділяє острів Молодняги від основного берега, де Бубнів і розташовується. Крім опису місцевості, Максимович також непрямо описує процеси зміни руслом Дніпра свого напрямку, через що лівобережні протоки поступово обміліли. Ці процеси відображені на пізніших німецьких топографічних картах початку XX століття, що базувалась на аналогічних картах РСЧА: прохорівське Річище стало затокою Дніпра, русло річки Горіхівки біля свого витоку фактично перетворилось на декілька невеликих озер, острів Молодняги став півостровом, а річище біля Бубнова в результаті стало глухою затокою Дніпра, отримавши назву "озеро Горіхівка" (рос. озеро Ореховка). Ця ж ситуація відображена і на американській карті середини XX століття, проте в більш дрібному масштабі.

Після створення Кременчуцького водосховища на початку 60-х років XX століття, рівень води в Дніпрі піднявся (через що довелось відселити та зруйнувати село Бубнів). Це також вплинуло і на стан "озера-затоки". Археолог Михайло Кучера, що в 70-х роках XX століття проводив на місцевості дослідження Змієвих валів, згадує топонім "Горіхівка" (рос. Ореховка) вже у двох різних контекстах. По-перше, як річку біля села Сушки:
|  | [...] за 600 метрів західніше с. Сушки, зберігся відрізок валу довжиною 700 м, розірваний в трьох місцях розмивами. Вал орієнтований з північного заходу на південний схід. Його північний кінець губиться на випасі, а південний зрізаний протокою Дніпра - р. Горіхівкою. |

[...] в 600 м юго-западнее с. Сушки,
Друга ж згадка іде вже в контексті річки-протоки Дніпра біля колишнього Бубнова:
|  | Вал починається в урочищі Десятини і йде по західному сухому краю глухої протоки Дніпра, також званою Горіхівкою, протягом 2.5 км. [...] Кінець валу перед селом Бубнів упирається в коліно р. Горіхівки при її повороті на південь в сторону Дніпра. На південний схід від с. Бубнів невиразні залишки валу, розораного та пошкодженого піщаними видувами, були прослідковані вздовж Горіхівки, за 300 м від неї, на відстань 1.5 км до соснових лісопосадок. |

Вал начинается в уроч. Десятины и идет по юго-западному сухому краю глухой протоки Днепра, также называемой Ореховкой, на протяжении 2,5 км. [...] Конец вала перед бывшим с. Бубнов упирается в колено р. Ореховка при повороте ее к югу в сторону Днепра.
Ці свідчення теж мають підтвердження на топографічній карті Генштабу 1989 року, де назвою Горіхівка позначена річка біля села Сушки, тоді як бубнівська Горіхівка не має ніяких позначень, але видно, що знову з'явився потік (ймовірно, штучного походження), що сполучає колишнє "озеро" з Дніпром, та робить півострів Молодняги островом, як це було за часів Максимовича. Також долучається затока Дніпра з купою розгалужених приток без чітко вираженого русла.

## Опис
Рукав відгалужується від основного русла Дніпра біля західного краю острова Молодняги, і прямує звідти на північний схід. Далі русло розгалужується на два потоки. Один прямує на північний захід, плавно звертаючи на північ, і утворюючи глуху затоку, в яку раніше впадала однойменна річка. До цієї затоки долучається велика кількість невеликих водних артерій, здебільшого із заходу, північного заходу та півночі. Зі сходу долучається невеликий штучний канал. Другий потік прямує на захід, плавно міняючи свій напрям на південний і впадаючи назад до основного потоку біля східного краю згаданого раніше острова. З основного берега долучається меліоративний канал, зі сторони острова три вузьких та довгих затоки.

## Галерея

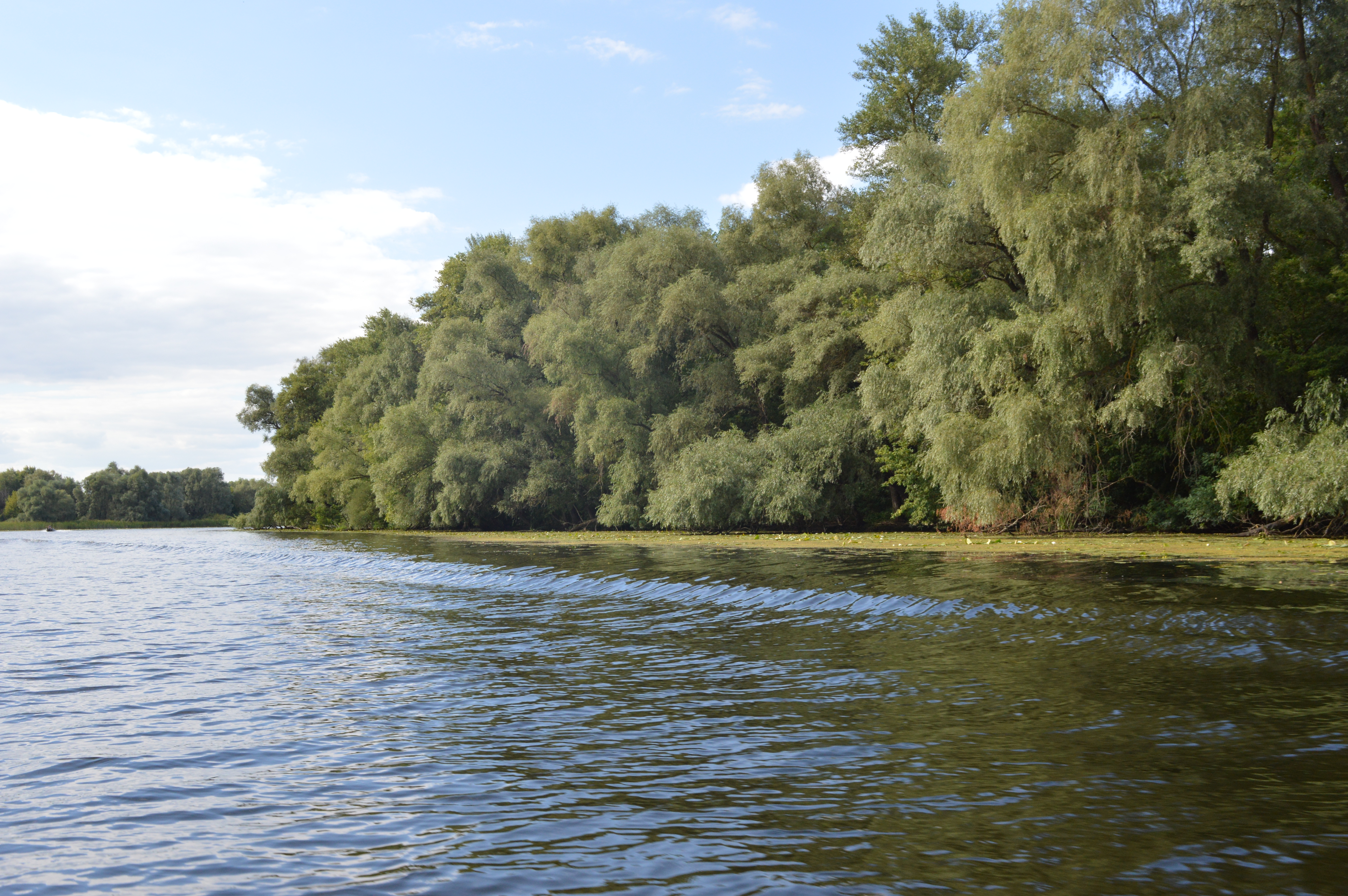
Берег Горіхівки, на якому розташовувалось колишнє поселення Бубнів
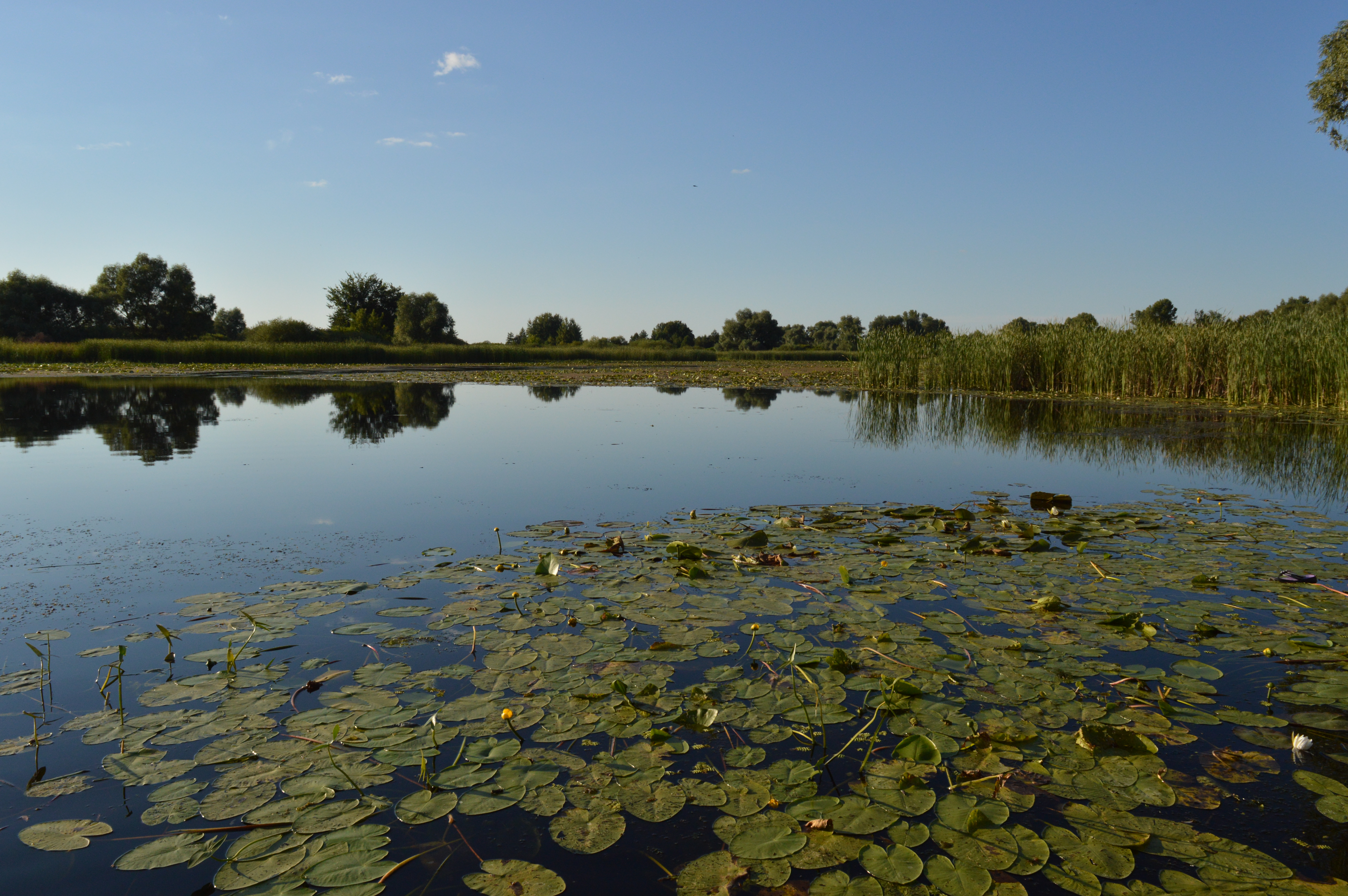
Заточна частина Горіхівки
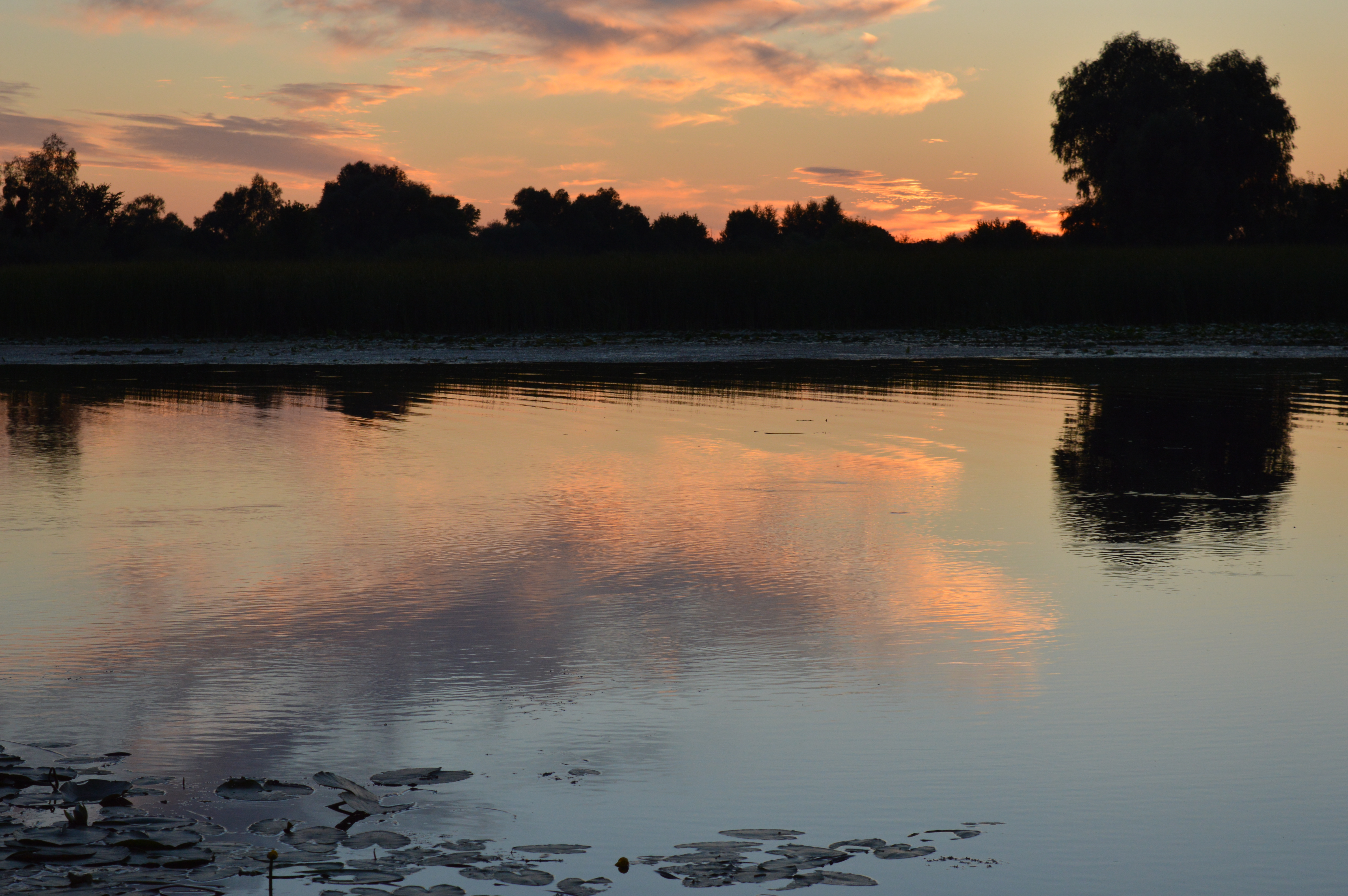
Захід Сонця над затокою Горіхівки